# Schaumburg (Illinois)
Schaumburg è un comune degli Stati Uniti d'America, situato nell'Illinois, nella contea di Cook. Si trova nell'area metropolitana a nord-ovest di Chicago.